# Leone delle nevi

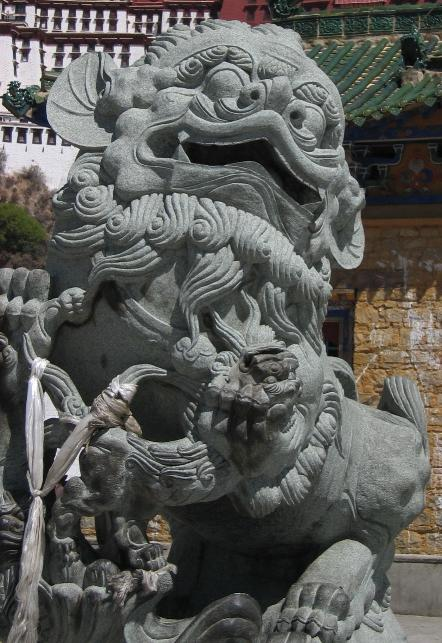
Il Leone delle nevi posto a protezione dell'entrata del Potala

Il Leone delle nevi (Tibetano: གངས་སེང་གེ་, Wylie: gangs seng ge; Cinese: 瑞獅; pinyin: ruìshī) è un animale sacro tibetano. Simboleggia il coraggio, l'allegria incondizionata, l'est e l'elemento della terra. Egli è una delle Quattro Dignità. Regna sulle montagne ed è solitamente dipinto con una criniera turchese.
(Rudy Harderwijk, The Four Dignities)

## Il Leone delle nevi come emblema nazionale del Tibet

La bandiera militare del Tibet in uso tra il 1912 e il 1950. Questa versione fu introdotta dal 13º Dalai Lama nel 1912. Ancora oggi è la bandiera del popolo tibetano in esilio.

Dal 1909 un Leone delle nevi o una coppia di Leoni delle nevi era usato come emblema nazionale del Tibet sulle monete, sui francobolli postali, sulle banconote e sulla bandiera nazionale del Paese.

## Il latte della Leonessa delle nevi

L'emblema del Tibet

Secondo il folklore tibetano, il latte di Leonessa delle nevi (tibetano: Gangs Sengemo) contiene dei nutrienti speciali per guarire il corpo e riportarlo alla sua armonia. Si crede che alcuni rimedi medicinali sacri tibetani contengano il latte di Leonessa delle nevi. Il suo latte simboleggiava il Dharma e la sua purezza, come disse Milarepa ad un uomo che voleva acquistare il Dhamra da lui con doni costosi:
"Io, la leonessa delle nevi che sta nella solitudine della neve, ho il latte che è come un nettare essenziale. In assenza di tazze d'oro, non lo verserei in normali bicchieri".

## Il Leone delle nevi nell'arte Buddhista
Il Leone è un simbolo sacro e regale in molte culture antiche a partire dall'Antico Egitto, passando per l'antica Grecia e gli imperi romani, l'est della Persia, terminando nell'India del secondo secolo. Il Leone delle nevi nell'arte buddhista è dipinto come il protettore del Buddha; nelle sculture e nei dipinti sorregge il trono del Buddha (un leone a destra e uno a sinistra del trono). Il corpo del Leone delle nevi e bianco, mentre la sua fluente criniera, la coda e i riccioli delle zampe sono blu o verdi. Mentre la maggior parte dei Leoni delle nevi nell'arte buddhista sono rappresentati come neutrali, alcuni sono chiaramente maschi o femmine. Quando rappresentati come una coppia simmetrica, a sinistra troviamo il maschio e a destra la femmina. I Leoni delle nevi scolpiti sono spesso in metallo dorato o dipinto.

## Il ruggito
Il ruggito del Leone delle nevi incarna il suono del vuoto (Sanscrito: Śūnyatā), coraggio e verità, e in quanto spesso sinonimo di Buddhadharma, gli insegnamenti del Buddha, implica liberazione dal karma e la difficile via del risveglio. Il suo ruggito era considerato così potente da causare la caduta di sette draghi dal cielo.

## Il cane leone delle nevi tibetano
Il Lhasa Apso è chiamato il cane leone delle nevi, a causa della sua somiglianza con il Leone delle nevi; in ogni caso, non è certo se il cane sia stato allevato per assomigliare al Leone delle nevi o se è stato il cane ad influenzare la rappresentazione artistica del Leone.

## Attributi
Il Leone delle nevi è un'archetipica confluenza di forme di pensiero o la personificazione della giocosità della "gioia" e delle "beatitudine" (Sanscrito: ananda; Tibetano: dga'), in qualche modo comparabile all'unicorno occidentale, ma privo di corno. 
Paradossalmente, il Leone delle nevi, non vola ma i suoi piedi non toccano mai il terreno; la loro esistenza è un giocoso continuum (Tibetano:rgyud) di saltelli da un picco montuoso all'altro. La potenza energetica (saggezza o shakti) del Leone delle nevi è espressa dal binomio gankyil/gakyil ("beatitudine+vortice" o "ruota della gioia") che il Leone mantiene eternamente in moto. Il gankyl è una derivazione vriddhi della fierezza del drago, una "perla di grande valore". Il principio gakyil è polivalente al simbolo e allo strumento d'insegnamento di tutte le dottrine della trinità Dzogchen, e della sua firma energetica trikaya. Il gankyil è la ruota interna del Dharmacakra nel sentiero vajrayana Ashtamangala del buddhismo.